# Valentino Mazzola
Valentino Mazzola (Cassano d'Adda, Lombardía, 26 de enero de 1919-Turín, 4 de mayo de 1949) fue un futbolista italiano. Jugaba como mediapunta e interior izquierdo, y fue internacional por la selección de Italia.
Considerado uno de los mejores atacantes de la historia del fútbol italiano, Mazzola fue capitán y símbolo del Grande Torino, el plantel del actual Torino Football Club que fue reconocido como el equipo más fuerte de finales de la década de 1940. En toda su carrera ganó cinco ligas italianas, cuatro de ellas consecutivas entre 1946 y 1949. Durante sus últimos años de vida fue también el capitán de la selección.
Valentino falleció en el accidente aéreo de Superga que acabó con casi toda la plantilla del Torino. Sus dos hijos, Sandro y Ferruccio Mazzola, también fueron futbolistas.

## Biografía

### Inicios en el fútbol italiano
Mazzola nació en Cassano d'Adda, en el seno de una familia numerosa y pobre. Cuando su padre perdió el trabajo por culpa de la Gran Depresión, tuvo que dejar los estudios y ponerse a trabajar de aprendiz de panadero. Una de sus pocas vías de escape era el fútbol, aunque de joven sólo podía jugar en un club aficionado local, el Tresoldi, del que era capitán. Con 19 años, después de un partido, un ingeniero de la factoría de Alfa Romeo de Arese logró convencerle para que aceptara un trabajo de mecánico y fichase por el equipo de la empresa, entonces en Serie C.
En 1939 se enroló en la Regia Marina, destinado en el Puerto de Venecia. Al tiempo que cumplía el servicio militar y estudiaba en la escuela nocturna, aprovechaba sus pocos ratos libres para seguir jugando al fútbol. Por recomendación de un oficial naval, consiguió que el A.F.C. Venezia de la Serie A le ofreciese una prueba. A pesar de que Mazzola jugó descalzo, dejándose las botas en casa para no estropearlas, su técnica cautivó al entrenador Giuseppe Girani, quien no dudó en ficharlo el 1 de enero de 1940 con un contrato de 50.000 liras. Su debut en liga llegó el 31 de marzo contra la Lazio. Durante los partidos solía cambiar hasta tres veces de demarcación, y finalmente se consolidó como interior izquierdo, formando pareja con Ezio Loik. En la temporada 1940/41 fue pieza clave para que el Venezia ganase la Copa Italia de 1941, en una emocionante final contra la A.S. Roma.
Su debut con la selección nacional de Italia llegó el 5 de abril de 1942, en un amistoso contra Croacia.

### Etapa en el Torino

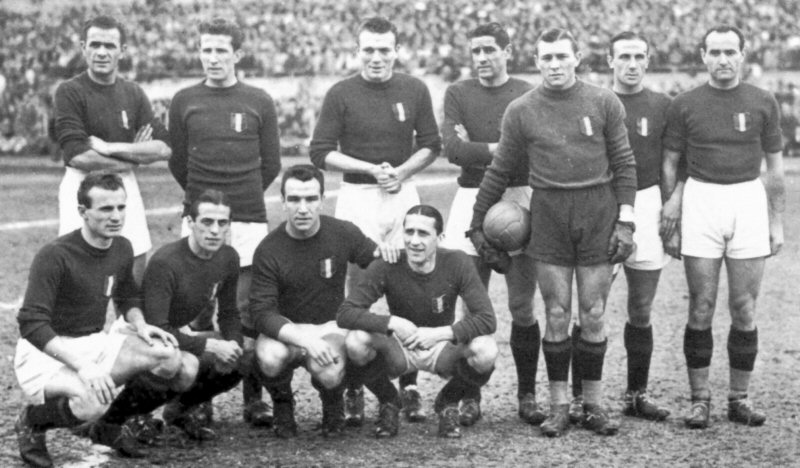
Once inicial del Torino de la década de 1940.

Tras debutar con Italia, Mazzola se convirtió en el objetivo de los clubes más fuertes del fútbol transalpino. Quien ganó la puja fue el Asociazione Calcio Torino, presidido por Ferruccio Novo, que el 1 de julio de 1942 fichó a Valentino y a su compañero Ezio Loik por la cifra récord de 1,2 millones de liras más dos jugadores. Tal desembolso resultó llamativo en plena Segunda Guerra Mundial, pero acabó siendo rentabilizado con títulos. Debutó con la camiseta granate el 20 de septiembre de 1942, y al finalizar la temporada 1942/43 se había proclamado campeón de liga y copa. En 1943, la llegada del campeón mundial Silvio Piola menguó las cifras goleadoras de Mazzola, quien aun así mantuvo un buen registro personal. El Torino fue subcampeón de la División Nacional, un torneo sustitutivo de la Serie A en el que solo participaron clubes de la República de Saló.
Al terminar la guerra en 1945, Valentino Mazzola se convirtió en el capitán del Torino. Sobre las bases ya existentes, Ferruccio Novo reforzó el plantel con la llegada de Bacigalupo, Ballarin y Castigliano entre otros, construyéndose la leyenda del Grande Torino que dominó el fútbol italiano a finales de la década de 1940. El equipo se proclamó campeón de la campaña 1945/46, considerada de transición, y ganó las siguientes ediciones con un dominio arrollador. En el año 1946/47, Mazzola fue el máximo goleador (capocannoniere) con 29 tantos. En 1947/48 volvió a ser el mayor anotador del club (25 goles) aunque fue superado por el juventino Giampiero Boniperti. Además de hacerse un nombre en el ámbito doméstico, el Torino cautivó a otros seguidores en sus giras a Europa y América del Sur, en una época en la que apenas se disputaban campeonatos internacionales entre clubes.
La última temporada de Mazzola fue la 1948/49, en la que pese a algunas lesiones mantuvo la titularidad y capitanía. En total disputó 30 partidos y marcó 16 goles.

### Muerte y legado
La plantilla del Torino viajó a Lisboa (Portugal) para disputar un amistoso el 3 de mayo de 1949 contra el Sport Lisboa e Benfica. El encuentro rendía homenaje a Francisco «Xico» Ferreira, capitán de la selección lusa, en su retirada deportiva. Mazzola padecía faringitis pero viajó igualmente porque Ferreira le pidió ese favor en febrero. En la tarde del 4 de mayo, durante el regreso a Turín en medio de la niebla, el avión en el que viajaban terminó estrellándose contra el muro trasero de la Basílica de Superga. No hubo supervivientes entre las 31 personas a bordo de la nave.
Dado que el Torino iba líder a falta de cuatro jornadas y la Federación Italiana de Fútbol les otorgó el título, la liga de la temporada 1948/49 computa en su palmarés.
La herencia de Mazzola, más de 22 millones de liras, fue repartida así: un tercio para su segunda esposa, Giuseppina Cutrone (con quien se casó un mes antes de morir) y los dos restantes para sus hijos del matrimonio anterior, Sandro y Ferruccio Mazzola.
De todas las muertes acontecidas en Superga, la de Valentino Mazzola fue una de las más lamentadas. Con solo 30 años, se daba por hecho que sería el capitán de Italia en la Copa Mundial de Fútbol de 1950, de la que el Grande Torino era la columna vertebral. Sus dos hijos siguieron sus pasos: Sandro Mazzola, descubierto por la leyenda Giuseppe Meazza, se desempeñó como mediapunta en el Inter de Milán desde 1960 hasta 1977. Y Ferruccio Mazzola, bautizado así en honor al presidente del Torino, fue jugador y entrenador en distintos clubes profesionales del país.

## Selección nacional
Valentino Mazzola fue internacional con la selección de fútbol de Italia en 12 ocasiones y marcó 4 goles.
El debut oficial llegó el 5 de abril de 1942, en un amistoso contra la selección de Croacia que finalizó con victoria italiana por 4-0. Dos semanas después, en un enfrentamiento contra España en Milán, marcó su primer gol. A partir de ese momento, Mazzola estuvo tres años sin jugar partidos internacionales por el contexto histórico: la Segunda Guerra Mundial con la campaña de Italia, la posguerra y el nacimiento de la República paralizaron el fútbol de selecciones. Volvió a vestirse la camiseta azzurri el 11 de noviembre de 1945, frente a Suiza en Zúrich.
El 11 de mayo de 1947 formó parte del plantel que venció en Turín a la Hungría de Ferenc Puskás. Ese partido marcó historia porque todo el equipo titular era el mismo del Grande Torino, a excepción del portero (Sentimenti IV, de la Juventus).
Mazzola portó el brazalete de capitán en cinco partidos: desde el 14 de diciembre de 1947, en un amistoso frente a Checoslovaquia en Bari, hasta su último juego el 27 de marzo de 1949 contra España en el Nuevo Estadio de Chamartín. Nunca disputó ningún campeonato internacional, aunque se daba por hecho que habría sido el capitán italiano en la Copa Mundial de Fútbol de 1950 si no hubiese sucedido la tragedia de Superga.

## Estilo de juego

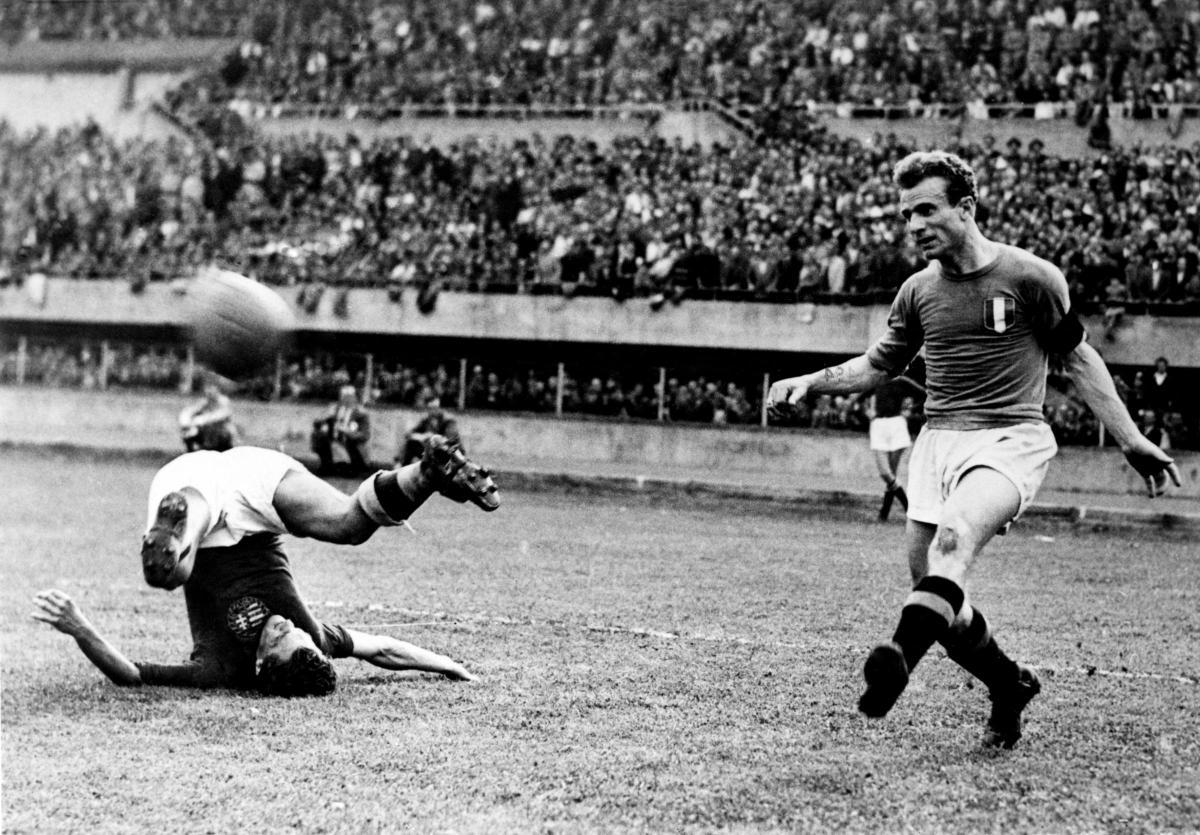
Mazzola se deshace del rival en un amistoso entre Italia y Hungría.

Valentino Mazzola estaba considerado un futbolista completo en todas las facetas del juego. En su etapa profesional solía jugar de delantero, interior izquierdo y centrocampista, aunque podía ocupar prácticamente cualquier posición. En cuanto a los atributos físicos, estaba dotado de una agilidad y velocidad poco comunes en la época, combinadas con una resistencia que le permitía marcar el ritmo a sus rivales. Gracias a su aguante, podía recorrer largas distancias en cada partido y cambiar repetidas veces de demarcación. Formaba parte de un equipo de estilo ofensivo y arriesgado, que ha llegado a ser comparado con el «fútbol total».
Otras facetas en las que despuntaba eran el juego aéreo, la presión e incluso el regate, aunque no fue tan conocido por ese recurso. Su versatilidad le permitía marcar goles y generar asistencias a sus compañeros, especialmente al interior derecho Ezio Loik, tanto en el Venezia como en el Torino, y al ariete Guglielmo Gabetto.
Mazzola también destacó por su liderazgo. En pocos años asumió la capitanía de casi todos los clubes en los que militó, incluida la selección nacional, y era el referente del Torino. Se hizo conocido por levantarse las mangas de la camiseta cuando el equipo no jugaba bien, en señal clara a compañeros y aficionados para que apretasen más. El presidente Ferruccio Novo llegó a decir de él que «ganaba el doble que sus compañeros porque ellos así lo querían», mientras que su compañero Mario Rigamonti lo resumió de la siguiente forma: «Él era la mitad del equipo. La otra mitad éramos el resto».
Fuera del campo era una persona muy reservada, de pocas palabras. Priorizaba el fútbol por encima de todo, y exigía la misma profesionalidad al resto de sus compañeros.

## Clubes y estadísticas

### Clubes
| Club                                                                             | Div.          | Temporada     | Liga  | Liga  | Copas (1) | Copas (1) | Total (3) | Total (3) | Promedio |
| Club                                                                             | Div.          | Temporada     | Part. | Goles | Part.     | Goles     | Part.     | Goles     | Promedio |
| -------------------------------------------------------------------------------- | ------------- | ------------- | ----- | ----- | --------- | --------- | --------- | --------- | -------- |
| Alfa Romeo Italia                                                                |               |               |       |       |           |           |           |           |          |
| 3.ª                                                                              | 1938-39       | -             | -     | -     | -         | -         | -         | -         |          |
| Total club                                                                       | Total club    | -             | -     | -     | -         | -         | -         | -         |          |
| Venezia Italia                                                                   |               |               |       |       |           |           |           |           |          |
| 1.ª                                                                              | 1939-40       | 6             | 1     | 1     | 1         | 7         | 2         | 0.22      |          |
| 1.ª                                                                              | 1940-41       | 27            | 3     | 6     | 3         | 33        | 6         | 0.27      |          |
| 1.ª                                                                              | 1941-42       | 28            | 5     | 4     | 0         | 32        | 5         | 0.16      |          |
| Total club                                                                       | Total club    | 61            | 12    | 11    | 4         | 72        | 16        | 0.22      |          |
| Torino · Italia                                                                  |               |               |       |       |           |           |           |           |          |
| 1.ª                                                                              | 1942-43       | 30            | 11    | 5     | 5         | 35        | 16        | 0.46      |          |
| 1.ª                                                                              | 1943-44       | 25            | 21    | -     | -         | 25        | 21        | 0.84      |          |
| 1.ª                                                                              | 1945-46       | 35            | 16    | -     | -         | 35        | 16        | 0.46      |          |
| 1.ª                                                                              | 1946-47       | 38            | 29    | -     | -         | 38        | 29        | 0.76      |          |
| 1.ª                                                                              | 1947-48       | 37            | 25    | -     | -         | 37        | 25        | 0.68      |          |
| 1.ª                                                                              | 1948-49       | 30            | 16    |       |           | 30        | 16        | 0.53      |          |
| Total club                                                                       | Total club    | 195           | 118   | 5     | 5         | 200       | 123       | 0.62      |          |
| Total carrera                                                                    | Total carrera | Total carrera | 256   | 130   | 16        | 9         | 272       | 139       | 0.51     |
| (1) Incluye datos de la Copa Italia. (3) No incluye goles en partidos amistosos. |               |               |       |       |           |           |           |           |          |

### Selección nacional
| 5 de abril de 1942      | Génova    | Italia     | 4-0 | Croacia         | Amistoso | 0 |
| 19 de abril de 1942     | Milán     | Italia     | 4-0 | España          | Amistoso | 1 |
| 11 de noviembre de 1945 | Zúrich    | Suiza      | 1-1 | Italia          | Amistoso | 0 |
| 1 de diciembre de 1946  | Milán     | Italia     | 3-2 | Austria         | Amistoso | 1 |
| 27 de abril de 1947     | Florencia | Italia     | 5-2 | Suiza           | Amistoso | 1 |
| 11 de mayo de 1947      | Turín     | Italia     | 3-2 | Hungría         | Amistoso | 0 |
| 9 de noviembre de 1947  | Viena     | Austria    | 5-1 | Italia          | Amistoso | 0 |
| 14 de diciembre de 1947 | Bari      | Italia     | 3-1 | República Checa | Amistoso | 0 |
| 4 de abril de 1948      | París     | Francia    | 1-3 | Italia          | Amistoso | 0 |
| 16 de mayo de 1948      | Turín     | Italia     | 0-4 | Inglaterra      | Amistoso | 0 |
| 27 de febrero de 1949   | Génova    | Italia     | 4-1 | Portugal        | Amistoso | 1 |
| 27 de marzo de 1949     | Madrid    | España     | 1-3 | Italia          | Amistoso | 0 |
| Total                   |           | Presencias | 12  |                 | Goles    | 4 |

## Palmarés

### Campeonatos nacionales
| Título             | Club           | País   | Año     |
| ------------------ | -------------- | ------ | ------- |
| Copa de Italia (1) | A.F.C. Venezia | Italia | 1940-41 |
| Liga italiana (1)  | A. C. Torino   | Italia | 1942-43 |
| Copa de Italia (2) | A. C. Torino   | Italia | 1942-43 |
| Liga italiana (2)  | A. C. Torino   | Italia | 1945-46 |
| Liga italiana (3)  | A. C. Torino   | Italia | 1946-47 |
| Liga italiana (4)  | A. C. Torino   | Italia | 1947-48 |
| Liga italiana (5)  | A. C. Torino   | Italia | 1948-49 |

### Distinciones individuales
| Distinción                           | Año     |
| ------------------------------------ | ------- |
| Máximo goleador de la Copa de Italia | 1942-43 |
| Máximo goleador de la Liga de Italia | 1946-47 |